# شوارتسنباخ آندر پیلاخ
شوارتسنباخ آندر پیلاخ (به آلمانی: Schwarzenbach an der Pielach) یک منطقهٔ مسکونی در اتریش است که در ناحیه زانکت پولتن-لاند واقع شده‌است. شوارتسنباخ آندر پیلاخ ۴۵٫۴۵ کیلومتر مربع مساحت دارد ۵۱۰ متر بالاتر از سطح دریا واقع شده‌است.